# 조선미술박물관
조선미술박물관(朝鮮美術博物館)은 조선민주주의인민공화국의 수도 평양시에 소재한, 북한 령토의 산하 기관으로, 1954년 8월 9일에 개관한, 북한의 국립 박물관이다.

## 연혁
이곳은 1954년 8월 9일을 기하여 조선민주주의인민공화국 평안남도 평양특별시 중구역에서 개관한 조선민주주의인민공화국의 박물관이다.